# Giennadij Biekojew
Giennadij Borisowicz Biekojew (ur. 26 sierpnia 1981 w Cchinwali) – osetyjski polityk, od 2020 do 2022 roku premier nieuznawanego państwa Osetia Południowa.

## Życiorys
W 2004 rozpoczął karierę w administracji państwowej republiki, pracując w ministerstwie obrony narodowej. W latach 2017–2018 stał na czele krajowego komitetu ds. przemysłu. W listopadzie 2018 powołany na funkcję wicepremiera rządu. 29 sierpnia 2020, po rezygnacji dotychczasowego premiera Erika Puchajewa przejął obowiązki szefa rządu. 12 marca 2021 został pełnoprawnym premierem po tym, gdy partie opozycyjne zakończyły bojkot obrad parlamentu i przegłosowały jego kandydaturę. Funkcje premiera pełnił  do 20 czerwca 2022.